# Język ngandjera
Język ngandjera – język z grupy języków bantuidalnych używany w prowincji Cuando-Cubango w Angoli; należący do geograficznej grupy języków bantu R, spokrewniony z językami kwanjama, ndonga i kwambi.